# Sartiglia
La Sartiglia è una grande gara di corsa che si tiene l'ultima domenica e martedì di Carnevale nella città italiana di Oristano, dove carnevale e Sartiglia sono praticamente sinonimi. È una delle più antiche manifestazioni equestri che ancora si svolgono in area Mediterranea e fra la più coreografiche forme di carnevale in Sardegna. Riecheggia riti di rigenerazione agraria.
Il termine Sartiglia deriva dallo spagnolo Sortija, a sua volta derivante dal latino sorticula, ossia anello, e trattiene in sé il diminutivo sors, fortuna. Le origini della giostra affondano negli antichi tornei cavallereschi militari, nella corsa alla stella con spada e sciabola che si è tramandata negli anni. Essa consiste nel tentativo dei cavalieri di centrare il bersaglio, una stella, appeso a un nastro verde.

## Origine della Giostra
L’introduzione in Europa dei giochi militari utilizzati per l’addestramento delle milizie è avvenuta probabilmente grazie ai Crociati intorno all'XI secolo, i quali a loro volta ne avevano appreso la pratica dai loro nemici Saraceni. La gara subì molte evoluzioni e fu conservata con alcune varianti. Col passare del tempo e con l'introduzione della polvere da sparo, la lancia cadde in disuso e le giostre equestri vennero usate solo come esercizio per le reclute della cavalleria. Nel corso del XV e XVI secolo le corse equestri persero la valenza militare e si trasformarono in veri e propri spettacoli pubblici. Anche la giostra oristanese rientra nell’ambito delle corse all’anello offerte al pubblico da sovrani, feudatari o corporazioni di mestiere in occasione di speciali festività. 
Non si conoscono documenti di età medievale che riportino notizie sulla Sartiglia, tuttavia le visite dei giudici di Arborea presso i signorotti dei Comuni italiani del XIII e XIV secolo nonché i soggiorni nella penisola iberica, erano molto frequenti e ciò induce a pensare che i sovrani arborensi conoscessero i giochi di addestramento militare e che anche a Oristano i nobili si cimentassero nelle corse a cavallo con la spada e la lancia. Nel corso dei secoli la pratica della Sartiglia si mantenne viva dapprima come manifestazione delle classi nobiliari, poi borghesi coinvolgendo infine strati sociali prima esclusi, diventando in tal modo un'espressione di vita, di costumi e di cultura popolari.
Nei secoli di dominazione spagnola abbiamo testimonianze di giostre equestri nelle Città Regie di Oristano, Cagliari, Sassari e Iglesias, organizzate per celebrare importanti avvenimenti come l’ascesa al trono di un nuovo sovrano, matrimoni reali o importanti festività del calendario liturgico. 
La più antica testimonianza della corsa oristanese si conserva in un registro di consiglieria datato 1547-48, rinvenuto dall’archivista paleografa Ilaria Urgu nell’Archivio Storico del Comune di Oristano. Nel documento si registra il pagamento effettuato dalla Città Regia a favore di Nicolao Pinna per la fornitura di un drappo di tessuto nero utilizzato in occasione di una Sortilla. La corsa venne organizzata in onore dell’Imperatore Carlo V, presumibilmente nel 1546.
Fonti documentarie successive fanno riferimento all’acquisto da parte dell’autorità cittadina di stocchi da utilizzarsi in occasione della corsa, ciò induce a pensare che in origine la Sartiglia fosse organizzata dall’istituzione municipale e solo successivamente affidata ai gremi, corporazioni di mestiere attive a Oristano dal Cinquecento, che ancora oggi si occupano di curare le fasi cerimoniali della manifestazione.
Sono numerosi i documenti sulla giostra risalenti al XVII e XVIII secolo. Uno dei più significativi, in quanto riferisce per la prima volta la corsa all'anello nella variante della stella, è datato 1722. Si tratta di una cronaca dei festeggiamenti organizzati per celebrare le nozze di Carlo Emanuele di Savoia con la principessa Anna Cristina Luisa Palatina di Sulzbach, ai quali parteciparono numerosi figuranti e tutti i gremi della città di Oristano, che per qualche giorno divenne teatro di mascaradas e corse equestri. Questo tipo di rappresentazioni teatralizzate tipiche dell’Italia rinascimentale, infatti, godevano di una certa diffusione ed erano apprezzate anche nella Sardegna barocca. Il prezioso documento nomina tra i protagonisti di questo magnifico spettacolo i contadini, i quali si cimentarono nella corsa alla stella. 
I documenti a oggi conosciuti, fanno supporre che nella seconda metà del settecento sia stata istituzionalizzata la Sartiglia di carnevale la cui organizzazione fu demandata ai gremi. A questo periodo si dovrebbe ascrivere la volontà di un canonico della cattedrale arborense di donare al Gremio dei Contadini di San Giovanni Battista un fondo rustico i cui proventi avrebbero garantito le spese della manifestazione. Ancora oggi la tradizione ricorda su Cungiau de sa Sartiglia, il fondo la cui rendita avrebbe garantito le spese della corsa in perpetuo, pena la perdita dei diritti su quel terreno da parte del Gremio dei Contadini. Diversamente, il Gremio dei Falegnami di San Giuseppe, storicamente sosteneva le spese dell'organizzazione della corsa attraverso i fondi raccolti dalla questua effettuata dai soci e dagli apprendisti del gremio e dalle offerte fatte alla corporazione da famiglie nobili e benestanti della città.

## I protagonisti

### I Gremi
I gremi sono le antiche corporazioni delle arti e mestieri che nascono sotto la dominazione aragonese, dotate ognuna di un proprio statuto di derivazione barcellonese. Il termine Gremio si ritrova solo a partire dal XVIII secolo e deriva dal mettersi "in grembo" cioè sotto la protezione di uno o più santi patroni. A Oristano fino al XIX secolo erano attivi sette Gremi: Muratori, Scarpari, Ferrari, Falegnami, Figoli, Sarti e Contadini. Vennero aboliti per legge nel maggio del 1864 ma alcuni sopravvissero trasformandosi in società di mutuo soccorso, perdendo gli obblighi legati al mestiere ma preservando quelli religiosi. Ad oggi sopravvivono il Gremio dei contadini, sotto la protezione di San Giovanni Battista, quello dei falegnami, sotto la protezione di San Giuseppe e quello dei muratori sotto la protezione di Santa Lucia. Al Gremio dei Contadini sono affidate le fasi cerimoniali della Sartiglia che si corre la domenica, mentre a quello dei Falegnami quelle del martedì. Entrambi sono custodi della tradizione ed è loro compito assicurarne lo svolgimento in qualsiasi condizione meteorologica, economica e sociale. La loro attività si svolge durante tutto l'arco dell'anno ed è strettamente correlata con la giostra equestre. In occasione della festività del santo patrono vengono rinnovate le cariche sociali e si procede alla nomina de is Oberaiu Majoris per il Gremio dei Contadini e del Majorale en Cabo per il Gremio dei Falegnami, cui spetta il compito di scegliere su Componidori.
- Gremio dei contadini: ha bandiera rossa, è devoto a S. Giovanni Battista e organizza la Sartiglia della domenica
- Gremio dei falegnami: ha bandiera rosa e azzurra, è devoto a S. Giuseppe e organizza la Sartiglia del martedì

### Su Componidori

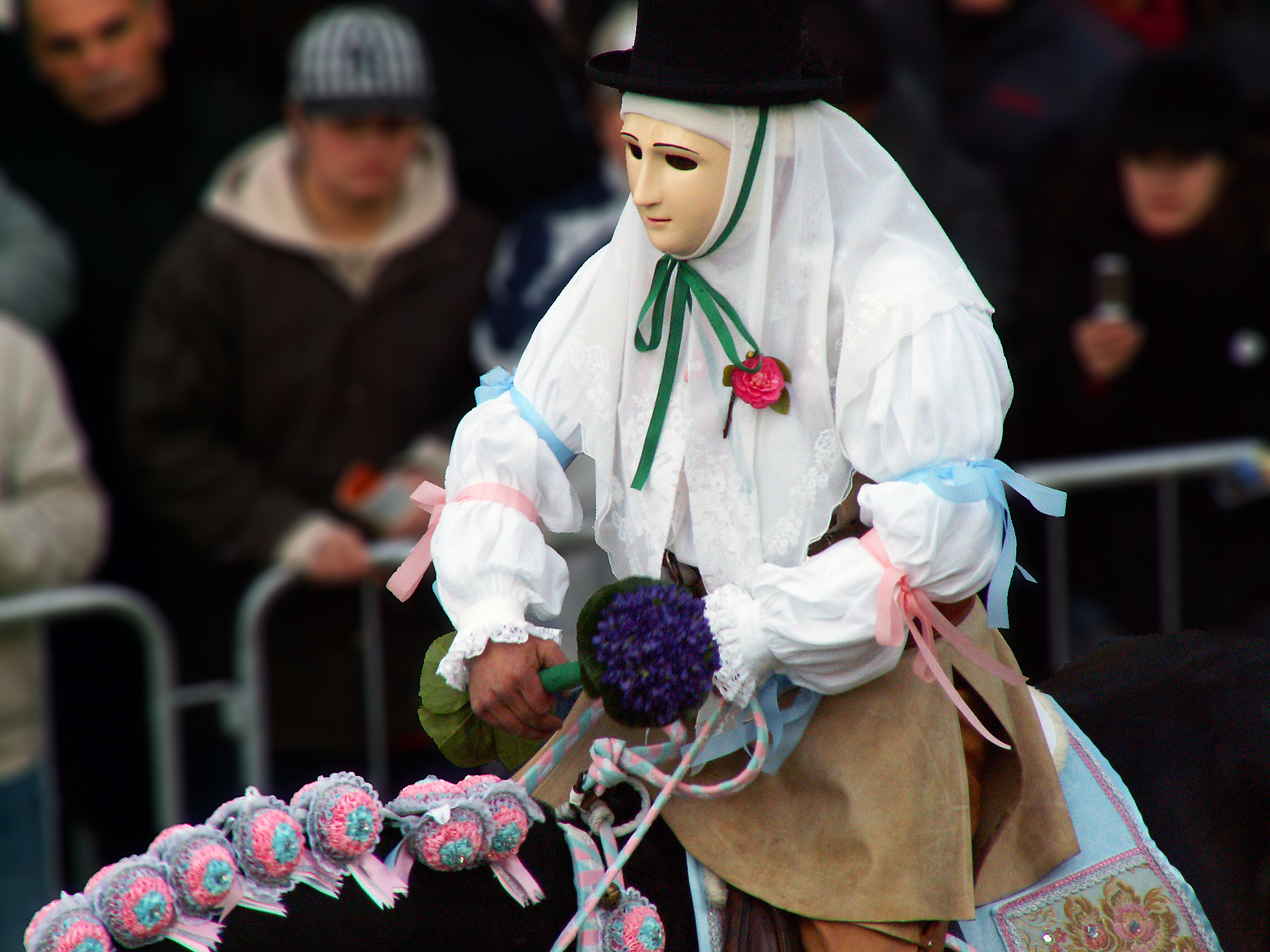
Giampiero Puddu, Componidori 2006 per il Gremio dei Falegnami

La Sartiglia della domenica si svolge sotto la protezione di San Giovanni Battista, quella del martedì, organizzata dal Gremio dei Falegnami, sotto la protezione di San Giuseppe.
Le usanze stratificate nel tempo fanno da contorno all'unico vero protagonista: su Componidori e la sua maschera androgina. È lui il Signore della Festa. Uomo e donna al tempo stesso, né femmina né maschio, su Componidori nasce nel corso di una vestizione pubblica, celebrata da ragazze che indossano costumi antichi. La Sartiglia comincia con la vestizione del Capo Corsa, uno dei riti più impenetrabili della tradizione sarda. Un tempo il diritto di essere scelto come Componidori era appannaggio dei soli nobili oristanesi. La prima donna Componidori gareggia nel 1973.

### Tamburini e Trombettieri
Essendo la giostra di origine cavalleresca ogni momento è scandito dai ritmi dei tamburi e dai suoni delle trombe a sottolinearne l'importanza e contribuendo così alla sua solennità. Ogni passo ha il suo significato, viene tramandato da secoli e imparato a memoria. Il suono dei tamburi e gli squilli delle trombe hanno inoltre una funzione di sicurezza, avvisano infatti della discesa in pista di un cavaliere, invitando così a sgomberare il percorso per evitare incidenti. Dal 1861 i trombettieri suonano le prime 6 note dell'inno del Regno D'Italia come Regio Decreto del 1861 n°1654 come volere di Sua Maestà il Re Vittorio Emanuele II che fu il primo a indire la Sartiglia come festa nazionale sarda.
I ritmi:
- Su passu de su Componidori (Il passo del Componidori). Viene suonato durante la vestizione, durante la cerimonia d'incrocio delle spade, quando su Componidori riporta la spada al Gremio e prende su stoccu ed infine durante la svestizione.
- su passu de istrada (Il passo della strada). Eseguito durante la sfilata, accompagna il capo corsa dalla casa dell'Oberaju Majore o Majorale en Cabo del Gremio (rispettivamente dei Contadini e dei Falegnami) al luogo in cui avviene la vestizione, dalla vestizione alla via Duomo per la corsa alla stella, poi dalla corsa alla stella alle pariglie che avvengono in via Mazzini e infine viene suonato nella sfilata che porta il capocorsa al luogo della svestizione.
- Su passu de sa gil. Viene eseguito quando scende in pista su Segundu Cumponi, assistente de su Cumponidori.
- Su passu de tres (Il passo del terzo). Accompagna la discesa de su Tertzu Cumponi, aiutante di campo de su Componidori.
- Su passu de s'atru Cumponi (Il passo dell'altro Componidori). Accompagna il percorso del capo corsa dell'altro Gremio che si porta alla partenza.
- Su passu de is bachetas (Il passo delle bacchette). Accompagna su Componidori che si reca dal presidente del Gremio per ricevere sa pippia de maju con cui benedice la folla chiudendo la corsa alla stella.
- Sa curreba (la corsa). Si esegue prima che inizi la vestizione de su Componidori, durante la discesa dei cavalieri alla stella, durante le pariglie acrobatiche ed infine quando su Componidori sveste la maschera. I tamburi tengono un ritmo che accompagna la corsa del cavallo, segnalandone la velocità crescente con il diverso rullare. È il ritmo che ha anche la funzione di avvisare il pubblico dell'arrivo di un cavallo al galoppo.

I Gruppi di Tamburini e Trombettieri che curano la colonna sonora della Sartiglia di Oristano sono: il Gruppo "Tamburini e Trombettieri Pro Loco" , lo storico fondato nel 1954 dalla quale successivamente si sono formati negli anni '80 Il Gruppo "Sa Sartiglia" ed il più recente degli anni 2000, Gruppo "Città di Oristano" . Un quarto gruppo denominato "Eleonora d'Arborea" fondato nel 1999 è stato sciolto nel 2013, senza tuttavia partecipare ad una sola 
Sartiglia. Tutti gruppi nati dalla tradizione oristanese,  annoverano fra le loro file dei veri e propri veterani della giostra equestre.

## I Momenti

### La Candelora
L'organizzazione della giostra impiega cavalieri e gremi per buona parte dell'anno, ma è il 2 febbraio, festa della Candelora, che avviene il primo atto ufficiale in vista dell'evento.
La mattina, i rappresentanti dei due gremi si recano a messa nella propria chiesa: nel santuario di San Giovanni dei Fiori quello dei contadini e in Cattedrale quello dei falegnami. Durante la cerimonia religiosa vengono benedetti i ceri, il più grande dei quali, riccamente decorato con fiori e ornato di nastri, è riservato a su Componidori. Al termine della cerimonia il presidente del Gremio, accompagnato dalle massime cariche del gremio stesso, si reca a casa del Componidori prescelto e gli consegna il cero benedetto –  adornato con fiocchi rossi per il componidori dei contadini e rosa e celesti per quello dei falegnami – comunicando così in forma ufficiale a tutta la città il nome di colui che avrà l'onore di guidare la manifestazione, fino a quel momento segreto.
In tempi recenti, tuttavia, il nome del Componidori viene comunicato qualche mese prima della candelora, soprattutto per motivi organizzativi, ma la cerimonia non ha perso la sua solennità ed è comunque un momento emozionante.

### Il Bando
Per lunghi secoli l'attività dei banditori rappresentava una delle principali fonti di informazione di un'intera comunità. Tale formula di comunicazione e di avviso pubblico non mancava di segnalare eventi e cerimonie importanti quali potevano essere spettacoli ed avvenimenti celebrativi. È verosimile che sin dalle più antiche edizioni, anche la corsa della Sartiglia venisse annunciata da un araldo nelle principali piazze della città. Attualmente non si hanno documenti storici relativi a questa fase della giostra che ormai da alcuni decenni, ad opera della Pro Loco cittadina, risulta istituzionalizzata e quindi parte integrante della manifestazione. 
La figura dell'araldo a cavallo e la lettura del bando risultano oggi i primi atti del giorno della Sartiglia. L'avviso della corsa viene dato nella mattina della Domenica di Quinquagesima e del martedì successivo, partendo dalla piazza Eleonora, la piazza prospiciente il Palazzo di Città. Il banditore, scortato da alfieri recanti le insegne della città e accompagnato da tamburini e trombettieri, percorre le strade del centro storico cittadino, raggiunge i borghi più vicini, e, soffermandosi nei principali crocevia, da lettura dell'annuncio dell'imminente corsa. Per provvedere all'utile e nobile divertimento dell'intera comunità, l'autorità cittadina invita cavalieri e pubblico per correre ed assistere alla corsa, a recarsi presso “sa seu de Santa Maria”, ovvero nel piazzale antistante la cattedrale dell'arcidiocesi arborense.
L'araldo rende note le volontà dell'autorità civica, l'orario d'inizio della gara e i premi riservati ai cavalieri vincitori che, secondo l'antica costumanza, dovranno cimentarsi nelle prove di abilità con la spada e la lancia. Nel bando si comunica inoltre la disposizione affinché tutti i cavalieri partecipanti siano sottoposti al comando e all'ordine de “su Mastru Componidori”, ovvero del capocorsa già nominato.

### La Vestizione

Sartiglia 1962, vestizione di Antonio Fiori, di 16 anni

Sono i due Gremi a scegliere e selezionare chi, tra tanti aspiranti, vestirà i panni di Componidori. C'è un antico rituale che viene rispettato e raggiunge il suo culmine nella vestizione del Capo Corsa, il giorno della Sartiglia. Un rito denso di sacralità, perché su Componidori deve essere forte, puro e coraggioso, deve diventare un sacerdote della fecondità, la cui purezza è legata — nella vigilia della Sartiglia — alla confessione e alla comunione.
Il cavaliere prescelto si presenta, accompagnato da un drappello di tamburini e trombettieri, vestito con una maglietta bianca, calzoni corti di pelle aderenti e con stivali anch'essi di pelle. Accompagnato dal suono delle launeddas sale su un tavolo (sa mesitta) vero e proprio altare, posto all'interno della sala, dove abbondano grano e fiori. Da quel momento, su Componidori non può più toccare terra (non podit ponnî pei in terra). Qualunque contatto diretto con la terra deve essere evitato perché egli conservi la purezza necessaria a gareggiare e vincere. A vestire il Cavaliere ci pensano is Massaieddas, giovani fanciulle in abito sardo, guidate dalla loro maestra, sa Massaia Manna, mani esperte appartenenti a donne del Gremio. Al Capo Corsa non è nemmeno consentito di toccare gli abiti. È una vera funzione, un rito lungo seguito in silenzio da un numero ristretto di persone, i cui passi salienti sono sottolineati da squilli di tromba, rulli di tamburi e applausi, il cui culmine è il momento in cui viene cucita sul viso la maschera. L'espressione profonda di questa maschera trasforma su Componidori, lo rende inavvicinabile, inarrivabile. Da quel momento in poi, sino alla fine della corsa, il Cavaliere diventa un "semidio" sceso tra i mortali per dare loro buona fortuna e mandare via gli spiriti maligni. Alla fine su Componidori, vestito con in capo un cilindro nero, il velo, una camicia ricca di sbuffi e pizzi, il gilet (cojetto) e il cinturone di pelle, sale sul cavallo che è stato fatto entrare in una sala disposta a religioso silenzio per non innervosirlo, gli viene consegnata sa pippia de maiu e, completamente sdraiato sul cavallo, si porta all’esterno, dove lo attendono gli altri cavalieri e una folla plaudente.
I due Componidoris si distinguono per gli indumenti e le maschere indossate: sono rossi i fiocchi che raccolgono gli sbuffi della camicia del capocorsa della domenica, rosa e azzurri quelli del martedì, anche le camelie che arricchiscono gli abiti sono distintive dei colori dei due gremi, rosso e rosa. Differenze si ritrovano poi nel coietto, la giacca, chiuso da lacci in pelle per il Componidori della domenica e da borchie d’argento a forma di cuore il martedì. Elemento fondamentale è infine la maschera, color terra e impenetrabile per il Gremio dei Contadini, pallida e impassibile per il Gremio dei Falegnami.

### La Corsa alla Stella

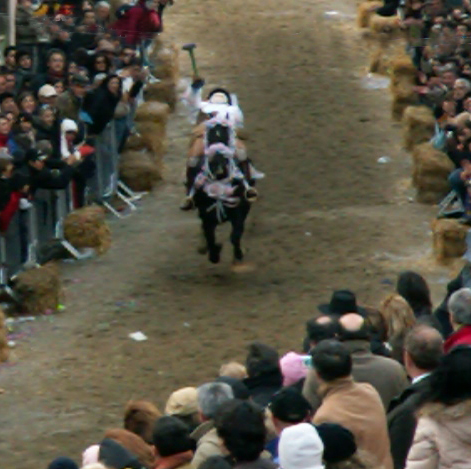
Sartiglia 2006, su Componidori esegue sa remada al termine della corsa alla stella

Ultimata la vestizione su Componidori, preceduto da un corteo in abito tradizionale sardo, dai membri del gremio e da tamburini e trombettieri, unitamente ai suoi luogotenenti su Segundu Cumponi e su Tertzu Cumponi, si mette alla testa di altri 117 cavalieri mascherati, con cavalli riccamente bardati, e si dirige verso la via Duomo. Qui, dopo aver benedetto la folla che lo attende, consegna sa pippia de maju a s'Oberaju Majore per riceverne le spade con cui effettuerà la cerimonia dell'incrocio delle spade: al di sotto della stella che è stata appesa sul percorso, per tre volte incrocia la propria spada con quella de su Segundu con evidente valore propiziatorio.
Sarà poi lui stesso a poter tentare per primo la sorte, lanciandosi al galoppo con la spada tesa nel tentativo di infilzare la stella. L'onore sarà concesso poi dapprima ai suoi aiutanti di campo e poi, cavallerescamente, alla pariglia dell'altro Componidori. Il capo corsa concede via via la spada ad altri cavalieri, in segno di fiducia o di sfida nei confronti della loro abilità. Quanti e quali cavalieri avranno l'onore e l'onere di calcare la pista è sua esclusiva decisione. Una volta soddisfatto del numero di stelle colte per il proprio gremio e per la città, ritorna sul percorso per restituire le spade a s'Oberaju Majore e ricevere su stoccu col quale tenterà ancora una volta di cogliere la Stella. Potrà concedere di sfidare la fortuna con quest'arma anche ai suoi luogotenenti, dopodiché, con in mano ancora una volta sa pippia de maju, lancerà il cavallo al galoppo e, completamente sdraiato su di esso, benedirà la folla con ampi gesti: è sa remada, con la quale dichiara conclusa la corsa alla stella e al termine della quale il corteo si riunisce per spostarsi nella via Mazzini, lungo la quale si corrono le pariglie.

### Le Pariglie

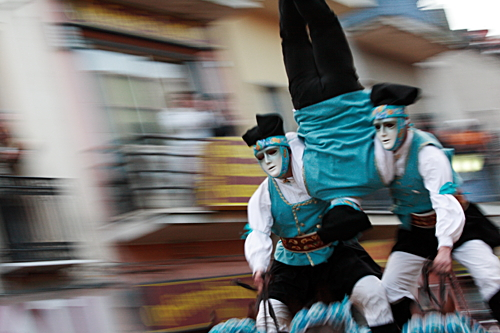
Pariglia

Uscendo lanciati al galoppo dal portico che si apre all'inizio della Via Mazzini, tutti i cavalieri, ad eccezione delle pariglie dei Componidoris (che non possono rischiare di cadere da cavallo compromettendo così la propria sacralità) si esibiscono in spericolate acrobazie sulla groppa dei propri destrieri, fino a quando le condizioni di luce lo consentono. È qui che maggiormente vengono evidenziate qualità quali il coraggio, la destrezza e assume primaria importanza la simbiosi uomo-cavallo. La competizione da individuale passa ed essere un gioco di squadra e solo chi, durante il corso dell'anno, è riuscito a sviluppare particolare affiatamento con i propri compagni e con gli animali, sarà in grado di esibire numeri di grande destrezza e abilità.
Le corse a pariglia sono diffuse in tutta la Sardegna e, in principio, non facevano parte della giostra. Furono introdotte in seguito, quando iniziò a partecipare alla giostra anche la parte non nobile della popolazione, anticamente esclusa dalla corsa alla stella. Emblematico a questo proposito è il fatto che si corra su un percorso situato all'esterno delle mura giudicali (un tempo acquitrinoso) e quindi più popolare.
Le corse a pariglia sono oggi la parte più spettacolare della giostra, una giuria valuta le esibizioni proposte e il riuscire ad eseguire un buon numero permette di essere ammessi di diritto a partecipare all'edizione successiva della manifestazione.

### La svestizione
Al termine delle pariglie su Componidori saluta la folla benedicendola ancora una volta supino sul cavallo al galoppo, ora assistito dai suoi luogotenenti che gli tengono le briglie e, ricomposto il corteo, si dirige verso lo stesso luogo dove qualche ora prima si era celebrato il rito della vestizione. Qui, sempre a cavallo, si avvicina al tavolo, scende dalla sella badando a non toccare terra e le Massajeddas provvedono a rimuovere gli abiti che ne fanno un semidio e il cavaliere che, per un giorno, è stato re della città, riceve gli applausi e i brindisi in suo onore coinvolgono tutti i presenti. Al contrario della vestizione, che è un rito quasi privato a cui è molto difficile accedere, la svestizione, altrettanto emozionante, è in genere aperta a tutti. Si dà mano ai fiaschi di vernaccia e alle zippole, dando inizio ai festeggiamenti che si protrarranno per tutta la notte. Tutti i cavalieri, tamburini e trombettieri e i componenti del gremio si riuniscono per la ricca cena offerta dal gremio stesso, mentre la folla presente si accalca per le vie del centro storico della città mangiando e bevendo sino a notte fonda.

## I simboli

### Sa SpadaeSu Stoccu

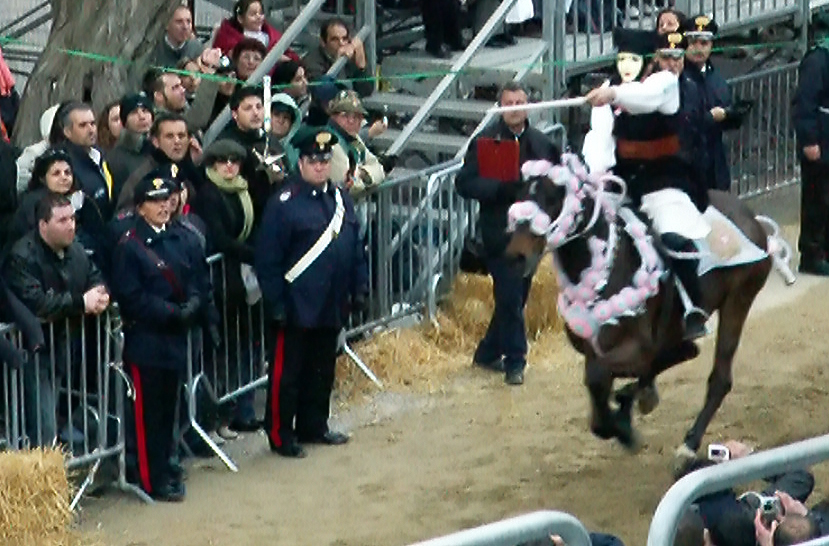
Sartiglia 2006, Gremio dei Falegnami, su Segundu Cumponi cerca di cogliere la stella con su stoccu

Su stoccu è un'asta di legno lavorato con la quale il capocorsa e su segundu cumponi (a discrezione de su Componidori anche su Terzu) si possono cimentare una seconda volta nella corsa alla stella.
Essendo questa sorta di lancia più grossa rispetto alla spada, centrare la stella è più difficile e riuscire nell'impresa è considerato indice di grande perizia, particolari acclamazioni vengono tributate al Componidori che riesca a centrare la stella sia con la spada che con su stoccu, guadagnandosi la stella d'oro. Per questo rimane agli annali la Sartiglia 2003 del Gremio dei Contadini, guidata da Gabriele Pinna, il quale riuscì a cogliere due volte la stella, evento che per un capocorsa non si verificava da 25 anni (1978).
Ancora più raro è che lo stesso cavaliere riesca a centrare tre stelle nelle due giornate fregiandosi della stella di platino, dopo decenni l'impresa riuscì ad Angelo Bresciani nel 1988.

### Sa pippia de maju

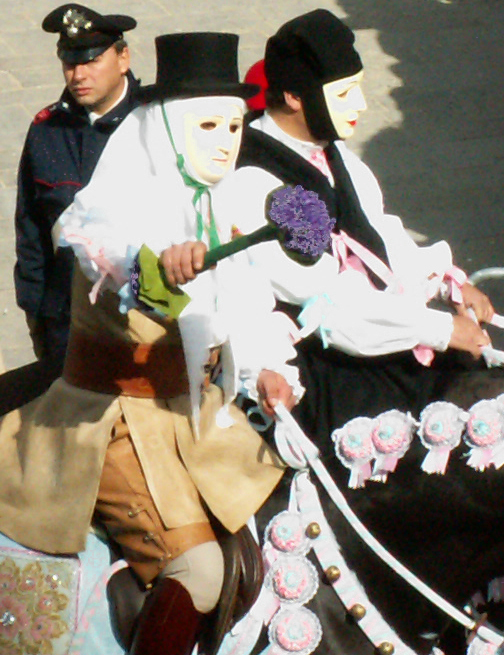
Sartiglia 2006, Gremio dei Falegnami, su Componidori con sa pippia de maju benedice la folla

Sa pippia de maju (mazzo di mammole), è una sorta di scettro che sta a simboleggiare l'arrivo della primavera e quindi la fertilità.
Le due estremità sono composte da mazzi di viole mammole che, con alcune ore di lavoro, vengono unite ad un fascio di pervinche avvolto in una fettuccia di lino verde che ha la funzione di robusta impugnatura.
Brandendola il capocorsa manifesta la propria autorità e, con ampi gesti a forma di croce, impartisce la propria benedizione.

### La stella
Obiettivo dei sartiglianti è centrare con spada o stoccu l'anello a forma di stella. Attualmente vengono utilizzate stelle a sei o a otto punte, ma fino al XX secolo si ha notizia di stelle a cinque punte e con un foro più grande di quello attuale, il che rendeva la Sartiglia più ricca di stelle centrate rispetto ai giorni nostri.

## Oristano e laSartiglia
È così che l'ultima domenica e il martedì di Carnevale, ogni anno, Oristano diventa capitale della Sardegna. C'è la Sartiglia. Festa dai mille simboli, festa della magia, della prosperità e della miseria, del dolore e della speranza.
Da Via Sant'Antonio, passando per il Duomo, sino a Via Vittorio Emanuele e Piazza Manno, un fiume di persone, provenienti dalle città e dai paesi di tutta l'isola, si accalca ai bordi di un tracciato di terra e paglia. Ad ogni edizione, su quel percorso pestato dagli zoccoli dei cavalli si riversano secoli di storia. E un fragore di urla e applausi guida le gesta del cavaliere, quando la spada trafigge la stella.
Prima delle acrobatiche e spericolate Pariglie, che regaleranno emozioni e paure sino al tramonto, su Componidori dovrà tenere fede ad un ultimo rito, sa Remada, con il Cavaliere costretto a percorrere di corsa la pista disteso di schiena sul dorso del cavallo. Solo allora la Sartiglia potrà essere dichiarata conclusa e il rito definitivamente consumato. Ma sarà una semplice pausa. In attesa dell'edizione successiva, quando ancora una volta la folla si identificherà in quell'eroe, uomo e donna insieme, protagonista di una cerimonia pagano - cristiana che continua a ripetersi inalterata da secoli, forse da millenni.

## LaSartigliatra cultura e tradizione
La Sartiglia non è una semplice celebrazione dei riti carnevaleschi, non è nemmeno la riproduzione di una giostra medioevale, né una mera esibizione di audaci e aitanti cavalieri. Dentro la Sartiglia convivono elementi di tradizione e cultura tramandati da centinaia o forse migliaia d'anni. In questa manifestazione, che ad Oristano è vissuta con intensità emotiva indescrivibile sin dai tempi del Giudicato d'Arborea, sopravvivono probabilmente alcuni degli aspetti più interessanti e inesplorati della ritualità pagana, contaminata dai cerimoniali di origine cristiana. La Sartiglia di Oristano trae presumibilmente origine dal gioco dell'anello, sortija, contaminandosi di tutti quegli elementi pagani che sono propri di questo popolo. La corsa della Sartiglia è infatti legata alla ciclicità delle stagioni e ha ragione di esistere in quanto propiziazione del raccolto. Il Componidori è il tramite divino che agisce per l'ottenimento del risultato.
Al termine della Sartiglia su Componidori ricompone le pariglie, formate da terzetti di cavalieri e cavalli affiancati, e percorre la via Eleonora, la piazza Eleonora, il corso Umberto fino alla piazza Roma, immettendosi nella via Mazzini per dar vita all'esibizione delle pariglie; questa corsa consiste nel percorrere la lunga e diritta via Mazzini mentre i cavalieri fanno delle evoluzioni di vario tipo sui propri cavalli lanciati a galoppo sfrenato.
I più abili e temerari sono capaci anche di stare in piedi ai due lati tenendo sulle spalle il compagno al centro che sta in verticale governando i tre purosangue che appaiati galoppano alla massima velocità.
L'unica pariglia (Terzetto) che non può esibirsi è quella de su Componidori, che si dovrà limitare a fare una galoppata mentre i due compagni ai suoi lati gli reggono le redini (talvolta poggiando le mani sulle spalle dei compagni); infatti, non potendo rischiare di cadere e toccare il suolo, non gli è concesso tentare acrobazie.

## I giochi equestri

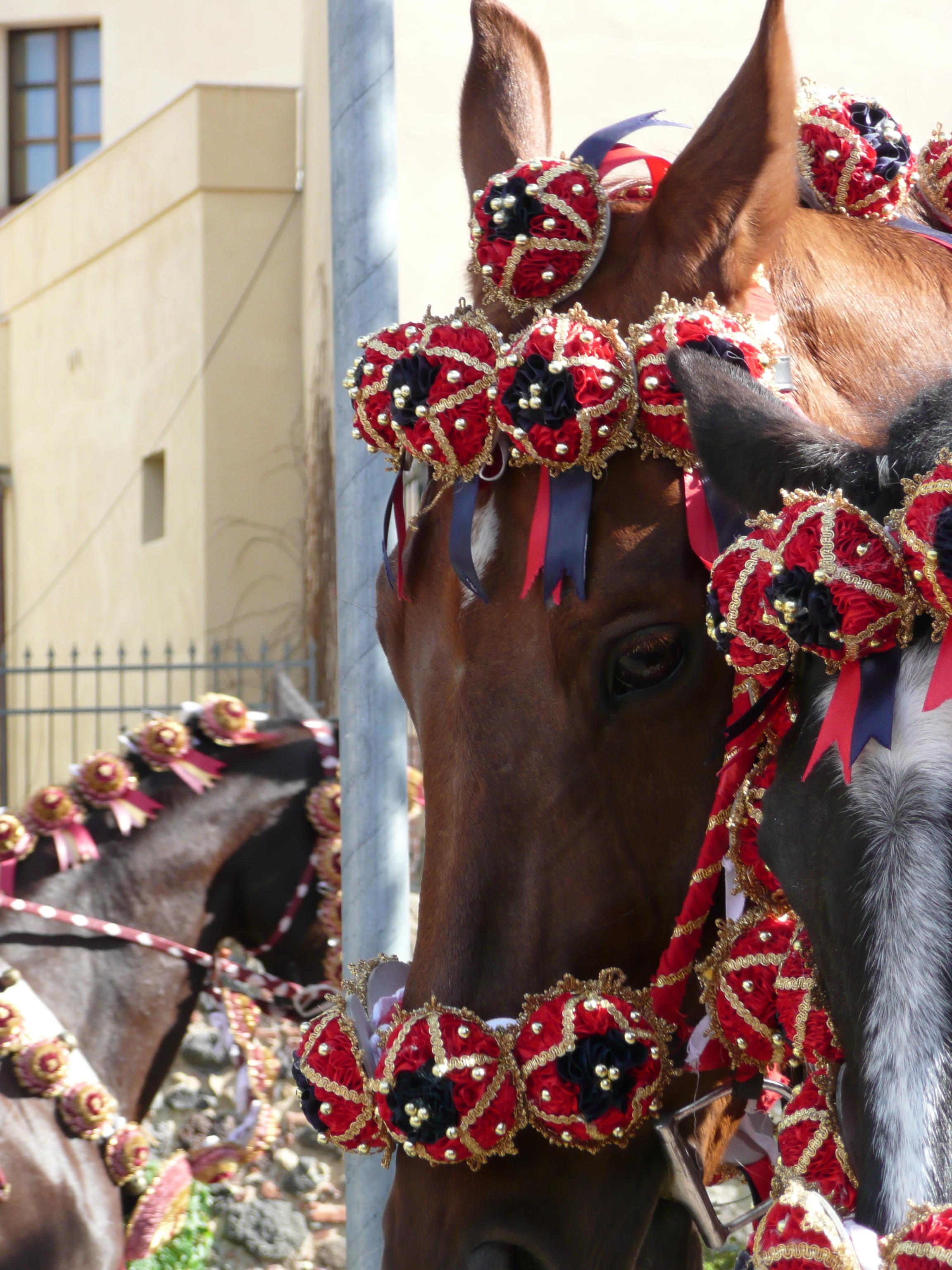
Sartiglia, cavallo con coccarde

In Sardegna arrivano con la dominazione spagnola nel XIV secolo e sono altamente diffuse in tutto il territorio regionale. Nascono in epoca medievale in Francia, per l'esigenza dei principi di tenere in allenamento le truppe durante i periodi di pace. Osteggiate dalla Chiesa, queste manifestazioni venivano ritenute illecite più della guerra. La guerra infatti rispondeva a motivazioni di pace violata che attraverso la battaglia e lo scontro venivano ripristinate. I giochi equestri, al contrario, per la loro componente ludica e le implicazioni amorose e giocose che le caratterizzavano, distoglievano il popolo che assisteva in massa al loro svolgimento, dalle normali attività lavorative.

## Albo d'oro parziale
|      | Sartiglia del Gremio dei Contadini (Domenica)  | Sartiglia del Gremio dei Falegnami (Martedì) | Note |
| ---- | ---------------------------------------------- | -------------------------------------------- | --- |
| 2000 | 14 stelle, 58 cavalieri                        | 12 stelle                                    | |
| 2001 | 11 stelle, 60 cavalieri                        | 10 stelle, 70 cavalieri                      | |
| 2002 | 14 stelle, 52 cavalieri                        | 8 stelle, 79 cavalieri                       | |
| 2003 | 19 stelle, 76 cavalieri                        | 19 stelle, 81 cavalieri                      | Su Componidori del Gremio dei Contadini Gabriele Pinna si fregia della Stella d'Oro dopo 25 anni dall'ultima volta che succedeva per un capocorsa (1978) e 15 dall'ultima in generale (Angelo Bresciani, Stella di Platino 1988). |
| 2004 | 17 stelle, 71 cavalieri                        | 20 stelle, 85 cavalieri                      | |
| 2005 | 27 stelle, 76 cavalieri                        | 20 stelle, 85 cavalieri                      | |
| 2006 | 25 stelle, 72 cavalieri                        | 14 stelle, 78 cavalieri                      | |
| 2007 | 19 stelle, 73 cavalieri                        | 23 stelle, 90 cavalieri                      | |
| 2008 | 24 stelle, 75 cavalieri                        | 16 stelle, 48 cavalieri                      | La Sartiglia 2008 viene ricordata per la Stella d'Oro de Su Componidori del Gremio dei Contadini Attilio Balduzzi (per i centri con spada e stoccu), e per l'eccezionale Remada de Su Componidori del Gremio dei Falegnami Furio Tocco. |
| 2009 | 22 stelle, 83 cavalieri                        | 24 stelle, 91 cavalieri                      | |
| 2010 | 15 stelle, 68 cavalieri                        | 23 stelle, 78 cavalieri                      | |
| 2011 | 21 stelle, 86 discese                          | 28 stelle, 94 discese                        | |
| 2012 | 15 stelle, 74 discese                          | 25 stelle, 74 discese                        | |
| 2013 | 15 stelle, 66 cavalieri                        | 26 stelle, 78 cavalieri                      | |
| 2014 | 21 stelle, 78 discese                          | 26 stelle, 86 discese                        | |
| 2015 | 19 stelle, 66 discese                          | 19 stelle, 71 discese                        | |
| 2016 | 19 stelle, 66 discese                          | 16 stelle, 86 discese                        | |
| 2017 | 24 stelle, 84 discese                          | 20 stelle, 59 cavalieri                      | |
| 2018 | 16 stelle, 69 discese                          | 18 stelle, 82 discese                        | Nella Sartiglia del Gremio dei Contadini, la pariglia de Su Componidori del Gremio dei Falegnami centra 3 stelle su 3. |
| 2019 | 11 stelle, 117 cavalieri, 81 cavalieri discesi | 25 stelle, 93 discese                        | |
| 2020 | 22 stelle, 82 discese                          | 18 stelle                                    | Su Componidori del Gremio dei Contadini Ignazio Lombardi ottiene la stella d'oro infilzando la stella con spada e stocco. Su Componidori del Gremio dei Falegnami Cristian Matzutzi ottiene la stella d'oro coi sue due centri tra la domenica e il martedì. Nella Sartiglia del Gremio dei Falegnami, Su Componidori, Su Segundu e Su Terzu centrano la stella con la spada. |
| 2021 | /                                              | /                                            | Discese alla stella e pariglie non si son svolte a causa della pandemia di covid-19. |
| 2022 | 13 stelle, 83 discese                          | 11 stelle, 78 discese                        | |
| 2023 | 13 stelle, 83 discese                          | 11 stelle, 80 discese                        | Su Componidori del Gremio dei Contadini Danilo Casula ottiene la stella d'oro infilzando la stella con spada e stocco. |
| 2024 | 12 stelle, 70 discese                          | 12 stelle                                    | |

## Musica
- Il cantautore Vinicio Capossela, nell'album Canzoni della cupa, ha dedicato una canzone alla figura di Componidori.